# Роберт Гулд Шоу

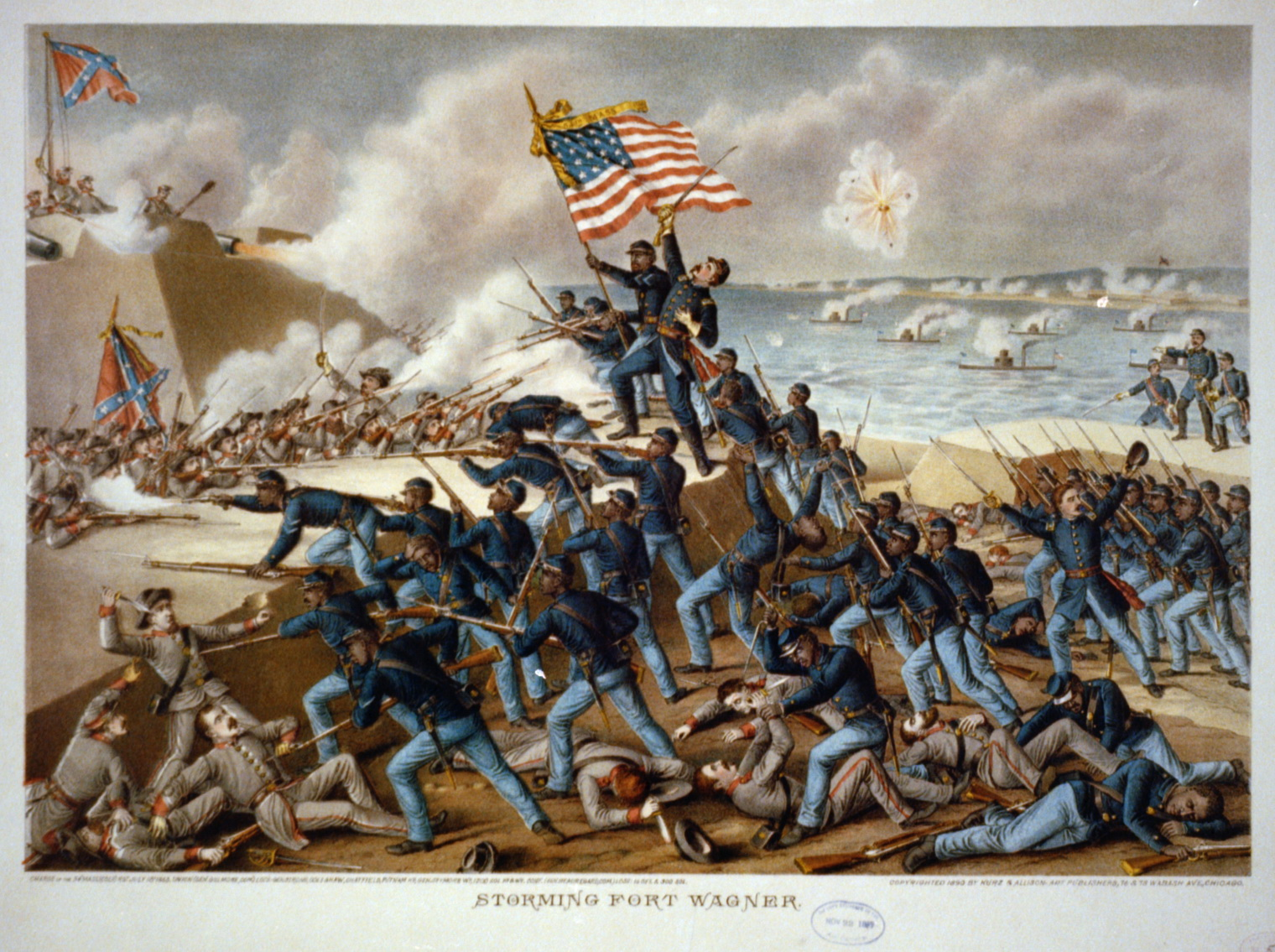
Штурм форту Вагнер

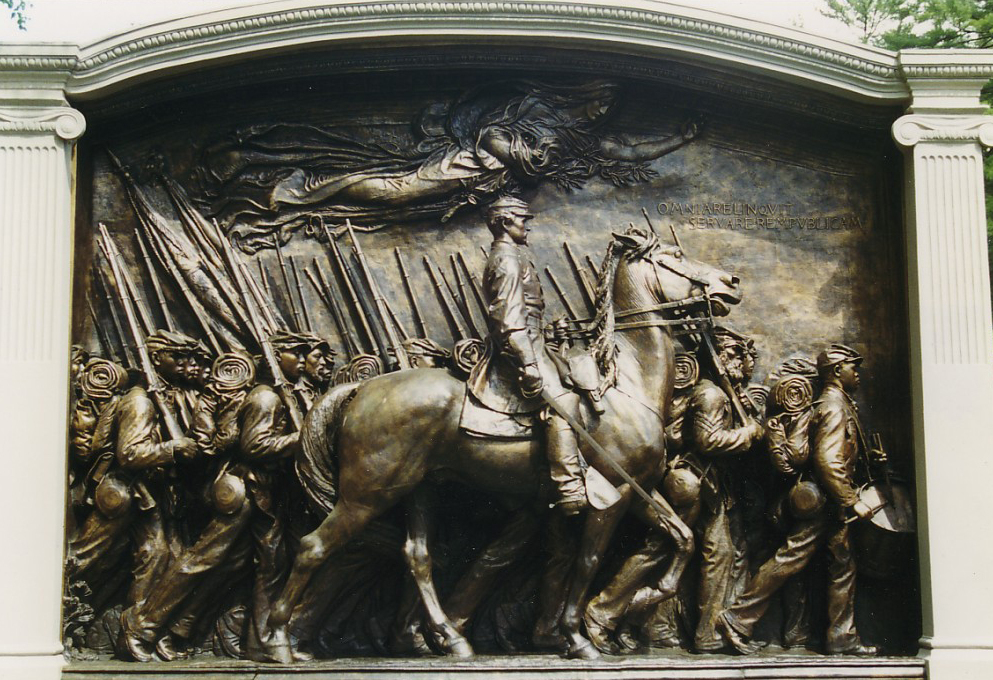
Бронзовий меморіал Шоу і 54 полку, скульптор Augustus Saint-Gaudens.

Роберт Гулд Шоу (англ. Robert Gould Shaw; 10 жовтня 1837 — 18 липня 1863) — американський військовик, полковник армії Союзу під час Громадянської війни в США. Народившись в родині аболіціоністів, він прийняв командування першим чорношкірим полком (54-й Массачусетський).

## Біографія
Шоу народився в Бостоні в родині Френсіса Джорджа і Сари Блейк. Його батьки були представниками інтелігенції і відомими філантропами. Родині дісталася велика спадщина від дідуся Шоу, його тезки Роберта Гулда Шоу (1775—1853). У Шоу було чотири сестри: Анна, Жозефіна, Сюзанна і Еллен .
Коли Шоу було п'ять років, сім'я переїхала в маєток Вест-Роксбері, неподалік від Брук-Фарм. У підлітковому віці він кілька років подорожував і навчався в Європі. У 1847 році сім'я переїхала на Стейтен-Айленд, Нью-Йорк. Навчання в старших класах почав в Сент-Джонсі в 1850 році .
Тут він вивчав латину, грецьку, французьку та іспанську мови, практикувався в грі на скрипці. У 1851 року покинув Сент-Джонс і разом з сім'єю вирушив у тур по Європі. Навчання він продовжив в школі Невшталя в Швейцарії. Там він пробув два роки. Пізніше перейшов в школу в Ганновері (Німеччина) .
До США Шоу повернувся в 1856 році. До 1859 році відвідував Гарвардський університет. Кинувши навчання він повернувся на Стейтен-Айлен, де почав працювати у фірмі Henry P. Sturgis and Company .

## Громадянська війна
На початку громадянської війнаи Шоу приєднався до 7 Нью-Йоркського міліцейського полку в ранзі рядового. 19 квітня 1861 року підрозділ було направлено на захист Вашингтона. 28 травня 1861 року Шоупризначений другим лейтенантом роти «Н» у 2-й Массачусетський піхотний полк, у складі якого він брав участь в першій битві біля Вінчестера. 8 липня Шоу отримав звання першого лейтенанта і брав участь в битві біля Кедрової гори. 10 серпня він отримав звання капітана і взяв участь в битві біля Ентітема, де був поранений в шию.
Шоу загинув у другому бою за форт Вагнер, біля Чарльстона в Південній Кароліні. Він привів своїх людей до одного з останніх фортів сил Конфедерації. Хоча його атака була відбита, керівництво Шоу стало легендарним і надихнуло десятки тисяч афроамериканців внести свій вклад для закінчення громадянської війни.

## У кінематографі
На основі біографії Шоу в 1989 році був знятий фільм «Слава», який отримав три «Оскари» і ряд інших нагород. У картині широко цитуються листи Шоу, які той писав рідним з війни.